# Ріу-Неґру (мікрорегіон)
Ріу-Негру (порт. Microrregião de Rio Negro) — мікрорегіон в мезорегіоні Північ штату Амазонас, штат Амазонас, Бразилія. Населення становить 96 483 чоловік на 2010 рік. Займає площу 333 278,107 км². Густота населення — 0,29 осіб/км².

## Демографія
Згідно з даними, зібраними в ході перепису 2010 р. Національним інститутом географії і статистики (IBGE), населення мікрорегіону становить:
| Повне населення                              | 96 483 | 100 % |
| -------------------------------------------- | ------ | ----- |
| в тому складі:                               |        |       |
| Міське                                       | 46 566 | 48,26 |
| Сільське                                     | 49 917 | 51,74 |
| Чоловіки                                     | 50 208 | 52,04 |
| Жінки                                        | 46 275 | 47,96 |
| Густота населення, осіб/км²                  | 0,29   | 0,29  |
| Населення мікрорегіону, % до населення штату | 2,77   | 2,77  |

## Склад мікрорегіону
До складу мікрорегіону включені наступні муніципалітети:
1. Барселус
2. Санта-Ізабел-ду-Ріу-Негру
3. Сан-Габріел-да-Кашуейра

| Бразилія | Це незавершена стаття з географії Бразилії. Ви можете допомогти проєкту, виправивши або дописавши її. |